# أصرحان (تازمورت)
أصرحان هو دُوار يقع بالجماعة القروية تازمورت (إقليم تارودانت) بجهة سوس ماسة جنوب المغرب، و يقدر عدد سكانه بـ 188 نسمة، حسب الإحصاء العام للسكان والسكنى لسنة 2004.

## التعليم
يضم الدوار فرعية مدرسية تابعة لمجموعة مدارس الشهيد إدريس.

## روابط خارجية
- البوابة الوطنية للجماعات الترابية
- المندوبية السامية للتخطيط